# Joseph Ludwig Bayer
Joseph Ludwig Bayer (* 15. Juni 1803 in Arnfels; † 26. Jänner 1882 in Graz) war ein österreichischer Politiker und Gutsbesitzer. Er war Abgeordneter zum Steiermärkischen Landtag und Abgeordneter des Österreichischen Abgeordnetenhauses. 

## Leben
Bayer wurde als Sohn des Rentmeisters Laurenz Bayer und dessen Ehefrau Franziska Ofnerin geboren und studierte Rechtswissenschaft. Er war anfangs gräflich Schönbornscher Landgerichtsverwalt in Arnfels und wurde vor dem Jahr 1838 Besitzer des Guts Amthofen in der Gemeinde Schlossberg im Bezirk Leibnitz. Er gehörte in der ersten Legislaturperiode des Abgeordnetenhauses diesem als Vertreter der Kuriere der Großgrundbesitzer im Kronland Steiermark vom 29. April 1861 bis zum 20. September 1865 an und war zudem von 1861 bis 1867 Mitglied des Steiermärkischen Landtags.
Bayer heiratete 1833 Anna Maria Ofner († 1879) und wurde Vater von zumindest drei Töchtern und zwei Söhnen, wobei er beide Söhne überlebte.